# Verenigde Staten op de Olympische Winterspelen 1936
Tijdens de Olympische Winterspelen van 1936, die in Garmisch-Partenkirchen (Duitsland) werden gehouden, namen de Verenigde Staten voor de vierde keer deel.

## Medailleoverzicht
| Sport     | Olympiër                         | Discipline    | Medaille |
| --------- | -------------------------------- | ------------- | -------- |
| Bobsleeën | Ivan Brown Alan Washbond         | 2-mansbob (m) | Goud     |
| Bobsleeën | Gilbert Colgate Richard Lawrence | 2-mansbob (m) | Brons    |
| Schaatsen | Leo Freisinger                   | 500 m (m)     | Brons    |
| IJshockey | Olympisch team                   | mannen        | Brons    |

## Deelnemers en resultaten

### Alpineskiën
| Olympiër             | Discipline     | Resultaat | Prestatie                                           |
| -------------------- | -------------- | --------- | --------------------------------------------------- |
| Dick Durrance        | combinatie (m) | 10e       | 87,74 punten afdaling: 5.16,2 slalom: 1.26,4+1.26,9 |
| George Page          | combinatie (m) | 13e       | 82,85 punten afdaling: 5.42,8 slalom: 1.25,7+1.33,4 |
| Robert Livermore     | combinatie (m) | 23e       | 77,18 punten afdaling: 6.04,4 slalom: 1.37,5+1.36,7 |
| Albert Washburn      | combinatie (m) | dnf       | niet gefinisht afdaling: 6.30,8 slalom: 1.56,7+dns  |
| Elizabeth Woolsey    | combinatie (m) | 19e       | 69,24 punten afdaling: 6.12,8 slalom: 2.00,8+2.09,3 |
| Helen Boughton-Leigh | combinatie (m) | 21e       | 67,46 punten afdaling: 7.17,4 slalom: 1.46,7+1.50,8 |
| Clarita Heath        | combinatie (m) | 27e       | 59,89 punten afdaling: 7.39,2 slalom: 2.25,4+2.00,3 |
| Mary Bird            | combinatie (m) | dnf       | niet gefinisht afdaling: 8.32,4 slalom: 2.38,9+dns  |

### Bobsleeën
| Olympiër                                                | Discipline                        | Resultaat | Prestatie                                       |
| ------------------------------------------------------- | --------------------------------- | --------- | ----------------------------------------------- |
| Ivan Brown Alan Washbond                                | 2-mansbob (m) Verenigde Staten I  | Goud      | 5.29,29 (1.22,50 / 1.21,02 / 1.25,39 / 1.20,38) |
| Gilbert Colgate Richard Lawrence                        | 2-mansbob (m) Verenigde Staten II | Brons     | 5.33,96 (1.25,06 / 1.21,94 / 1.24,80 / 1.22,16) |
| Hubert Stevens Crawford Merkel Robert Martin John Shene | 4-mansbob (m) Verenigde Staten I  | 4e        | 5.24,13 (1.25,61 / 1.19,17 / 1.20,51 / 1.18,54) |
| Francis Tyler James Bickford Richard Lawrence Max Bly   | 4-mansbob (m) Verenigde Staten II | 6e        | 5.29,00 (1.25,61 / 1.23,85 / 1.20,22 / 1.19,32) |

### Kunstrijden
| Olympiër                   | Discipline | Resultaat | Prestatie               |
| -------------------------- | ---------- | --------- | ----------------------- |
| Robin Lee                  | mannen     | 12e       | pc. 80,0; 363,0 punten  |
| Erle Reiter                | mannen     | 13e       | pc. 95,0; 352,9 punten  |
| George Hill                | mannen     | 22e       | pc. 148,0; 325,1 punten |
| Maribel Vinson             | vrouwen    | 5e        | pc. 39,0; 388,7 punten  |
| Audrey Peppe               | vrouwen    | 12e       | pc. 85,0; 363,3 punten  |
| Louise Weigel              | vrouwen    | 21e       | pc. 140,0; 336,4 punten |
| Estelle Weigel             | vrouwen    | 22e       | pc. 151,0; 324,5 punten |
| Maribel Vinson George Hill | paarrijden | 5e        | pc. 46,5; 10,4 punten   |
| Grace Madden James Madden  | paarrijden | 11e       | pc. 95,0; 9,1 punten    |

### Langlaufen
| Olympiër                                                      | Discipline            | Resultaat | Prestatie                               |
| ------------------------------------------------------------- | --------------------- | --------- | --------------------------------------- |
| Nils Backstrom                                                | 50 km (m)             | 33e       | 4:29.30                                 |
| Warren Chivers                                                | 18 km (m)             | 48e       | 1:30.25                                 |
| Richard E. Parsons                                            | 18 km (m)             | 46e       | 1:30.09                                 |
| Richard E. Parsons                                            | 50 km (m)             | 29e       | 4:11.08                                 |
| Karl Satre                                                    | 18 km (m)             | 34e       | 1:25.56                                 |
| Karl Satre                                                    | 50 km (m)             | 18e       | 3:58.45                                 |
| Birger Torrissen                                              | 18 km (m)             | 45e       | 1:29.08                                 |
| Birger Torrissen                                              | 50 km (m)             | 27e       | 4:07.44                                 |
| Birger Torrissen Warren Chivers Richard E. Parsons Karl Satre | 4x10 km estafette (m) | 11e       | 3:06.26 (49.25 / 44.24 / 45.02 / 47.35) |

### Noordse combinatie
| Olympiër         | Discipline | Resultaat | Prestatie                                                       |
| ---------------- | ---------- | --------- | --------------------------------------------------------------- |
| Karl Satre       | mannen     | 27e       | 355,8 punten 18 km: 181,8 (1:25.56) schans: 174,0 (39,0+41,0 m) |
| Birger Torrissen | mannen     | 28e       | 355,5 punten 18 km: 165,3 (1:29.08) schans: 190,2 (45,0+44,0 m) |
| Edward Blood     | mannen     | 37e       | 325,5 punten 18 km: 142,4 (1:33.45) schans: 183,1 (44,0+43,0 m) |
| Paul Satre       | mannen     | 44e       | 273,9 punten 18 km: 129,4 (1:36.27) schans: 144,5 (48,5+53,0 m) |

### Schaatsen
| Olympiër        | Discipline   | Resultaat | Prestatie |
| --------------- | ------------ | --------- | --------- |
| Leo Freisinger  | 500 m (m)    | Brons     | 44,0      |
| Leo Freisinger  | 1500 m (m)   | 4e        | 2.21,3    |
| Eddie Schroeder | 1500 m (m)   | 12e       | 2.24,3    |
| Eddie Schroeder | 5000 m (m)   | 15e       | 8.49,1    |
| Eddie Schroeder | 10.000 m (m) | 8e        | 17.52,0   |
| Delbert Lamb    | 500 m (m)    | 5e        | 44,2      |
| Allan Potts     | 500 m (m)    | 6e        | 44,8      |
| Allan Potts     | 1500 m (m)   | 32e       | 2.31,2    |
| Robert Petersen | 500 m (m)    | 11e       | 45,0      |
| Robert Petersen | 1500 m (m)   | 17e       | 2.25,4    |
| Robert Petersen | 5000 m (m)   | 11e       | 8.46,5    |
| Robert Petersen | 10.000 m (m) | dnf       | opgave    |

### Schansspringen
| Olympiër        | Discipline | Resultaat | Prestatie                  |
| --------------- | ---------- | --------- | -------------------------- |
| Sverre Fredheim | mannen     | 11e       | 214,1 punten (73,5+73,0 m) |
| Caspar Oimon    | mannen     | 13e       | 207,6 punten (71,5+72,5 m) |
| Roy Mikkelsen   | mannen     | 23e       | 202,6 punten (69,5+68,0 m) |
| Walter Bietila  | mannen     | 30e       | 195,2 punten (66,5+63,5 m) |

### IJshockey
| Olympiër | Discipline | Resultaat | Prestatie |
| --- | ---------- | --------- | --- |
| Thomas Moone Francis Shaughnessy Philip LaBatte Frank Stubbs John Garrison Paul Rowe John Lax Gordon Smith Elbridge Ross Francis Spain August Kammer | mannen     | Brons     | voorronde: 1 - 0 Verenigde Staten - Duitsland 3 - 0 Verenigde Staten - Zwitserland 1 - 2 Verenigde Staten - Italië halve finaleronde: 2 - 0 Verenigde Staten - Tsjecho-Slowakije 1 - 0 Verenigde Staten - Oostenrijk 2 - 1 Verenigde Staten - Zweden finaleronde: 0 - 0 Verenigde Staten - Groot-Brittannië 0 - 1 Verenigde Staten - Canada |

Australië · België · Bulgarije · Canada · Duitsland · Estland · Finland · Frankrijk · Griekenland · Groot-Brittannië · Hongarije · Italië · Japan · Joegoslavië · Letland · Liechtenstein · Luxemburg · Nederland · Noorwegen · Oostenrijk · Polen · Roemenië · Spanje · Tsjecho-Slowakije · Turkije · Verenigde Staten · Zweden · Zwitserland